# ماتیا بورتولوسی
ماتیا بورتولوسی (انگلیسی: Mattia Bortolussi؛ زادهٔ ۲ مهٔ ۱۹۹۶) بازیکن فوتبال اهل ایتالیا است.